# Karel Viigipuu
Karel Viigipuu (* 18. März 1986 in Tartu) ist ein ehemaliger estnischer Biathlet und heutiger Biathlontrainer. Er arbeitet seit 2023 als Assistenztrainer der estnischen Nationalmannschaft.

## Werdegang
Karel Viigipuu lebt in Elva. Er begann 1999 mit dem Biathlonsport und gehörte seit 2005 dem Nationalkader Estlands an. 2005 nahm er in Kontiolahti erstmals an den Junioren-Weltmeisterschaften teil und wurde 22. des Einzels, 45. des Sprints, 34. des Verfolgungsrennens und 15. mit der Staffel. Ein Jahr später wurde der Este in Presque Isle 53. des Einzels, 47. des Sprints und 44. der Verfolgung. Im weiteren Verlauf des Jahres nahm Viigipuu an den Juniorenrennen der Sommerbiathlon-Weltmeisterschaften 2006 in Ufa teil und erreichte bei den Crosslauf-Wettkämpfen den 15. Platz im Sprint und wurde Elfte in der Verfolgung. Auf Skirollern kamen die Ränge 13 im Sprint und sechs in der Verfolgung hinzu. In Martell nahm die an ihrer dritten und letzten Junioren-WM teil und erreichte im Einzel wie auch im Sprint den 64. Platz. Auch an den Sommerbiathlon-Weltmeisterschaften 2007 nahm er teil. Sie wurden im heimischen Otepää ausgetragen. Viigipuu gewann bei den Crosslauf-Wettkämpfen hinter Daniil Steptšenko im Sprint die Silbermedaille und wurde Siebter im Massenstart. Auf Skirollern kam er auf den 28. Platz im Sprint und wurde 15. der Verfolgung. 
Erstes Großereignis bei den Männern wurde die Militär-Skiweltmeisterschaften 2007 in Võru, wo Viigipuu sein Sprintrennen nicht beendete. In der Saison 2007/08 debütierte er bei den Männern im IBU-Cup. In Torsby wurde er bei seinem ersten Sprint 57. Ebenfalls in der Saison bestritt er in Oberhof seine ersten Rennen im Biathlon-Weltcup und wurde 77. eines Sprints. Erste Biathlon-Europameisterschaften bei den Männern wurden die Biathlon-Europameisterschaften 2008 in Nové Město na Moravě. Viigipuu wurde 63. des Sprints und mit Martten Kaldvee, Daniil Steptšenko und Martin Maasik 14. mit der Staffel. Erste Punkte im IBU-Cup gewann er 2009 als 28. eines Einzels in Ridnaun. Noch bei derselben IBU-Cup-Station konnte sie im Sprint als 27. ihre bislang beste Platzierung in der zweithöchsten Rennserie erreichen. 2010 folgte in Otepää die zweite Teilnahme an einer Europameisterschaft. Viigipuu wurde 52. des Einzels, 37. des Sprints, 38. der Verfolgung und mit Kaldvee, Tõnis Uiboupin und Steptšenko Achter im Staffelwettkampf.

## Biathlon-Weltcup-Platzierungen
Die Tabelle zeigt alle Platzierungen (je nach Austragungsjahr einschließlich Olympische Spiele und Weltmeisterschaften).
- 1.–3. Platz: Anzahl der Podiumsplatzierungen
- Top 10: Anzahl der Platzierungen unter den ersten zehn (einschließlich Podium)
- Punkteränge: Anzahl der Platzierungen innerhalb der Punkteränge (einschließlich Podium und Top 10)
- Starts: Anzahl gelaufener Rennen in der jeweiligen Disziplin

| Platzierung | Einzel | Sprint | Verfolgung | Massenstart | Staffel | Gesamt |
| ----------- | ------ | ------ | ---------- | ----------- | ------- | ------ |
| 1. Platz    |        |        |            |             |         |        |
| 2. Platz    |        |        |            |             |         |        |
| 3. Platz    |        |        |            |             |         |        |
| Top 10      |        |        |            |             |         |        |
| Punkteränge |        |        |            |             | 2       | 2      |
| Starts      |        | 2      |            |             | 2       | 4      |